# Collet de les Forques
El Collet de les Forques és un coll situat a 479,8 m alt en un contrafort septentrional dels Pirineus a prop del Tec, en el terme comunal d'Arles, però molt a prop del límit amb els Banys d'Arles i Palaldà, tots dos de la comarca del Vallespir, a la Catalunya del Nord.
És a la zona est del terme d'Arles, a tocar del dels Banys d'Arles i Palaldà. És a Codalet, a prop i a llevant de l'Alzina Rodona.